# Всемирный фестиваль клоунов (Екатеринбург)
Всеми́рный фестива́ль кло́унов в Екатеринбу́рге — ежегодный фестиваль мировой клоунады, проходивший в Екатеринбурге с 2008 по 2017 год. Организатором фестиваля являлся Екатеринбургский цирк в лице народных артистов Российской Федерации А. П. Марчевского и А. Д. Калмыкова.

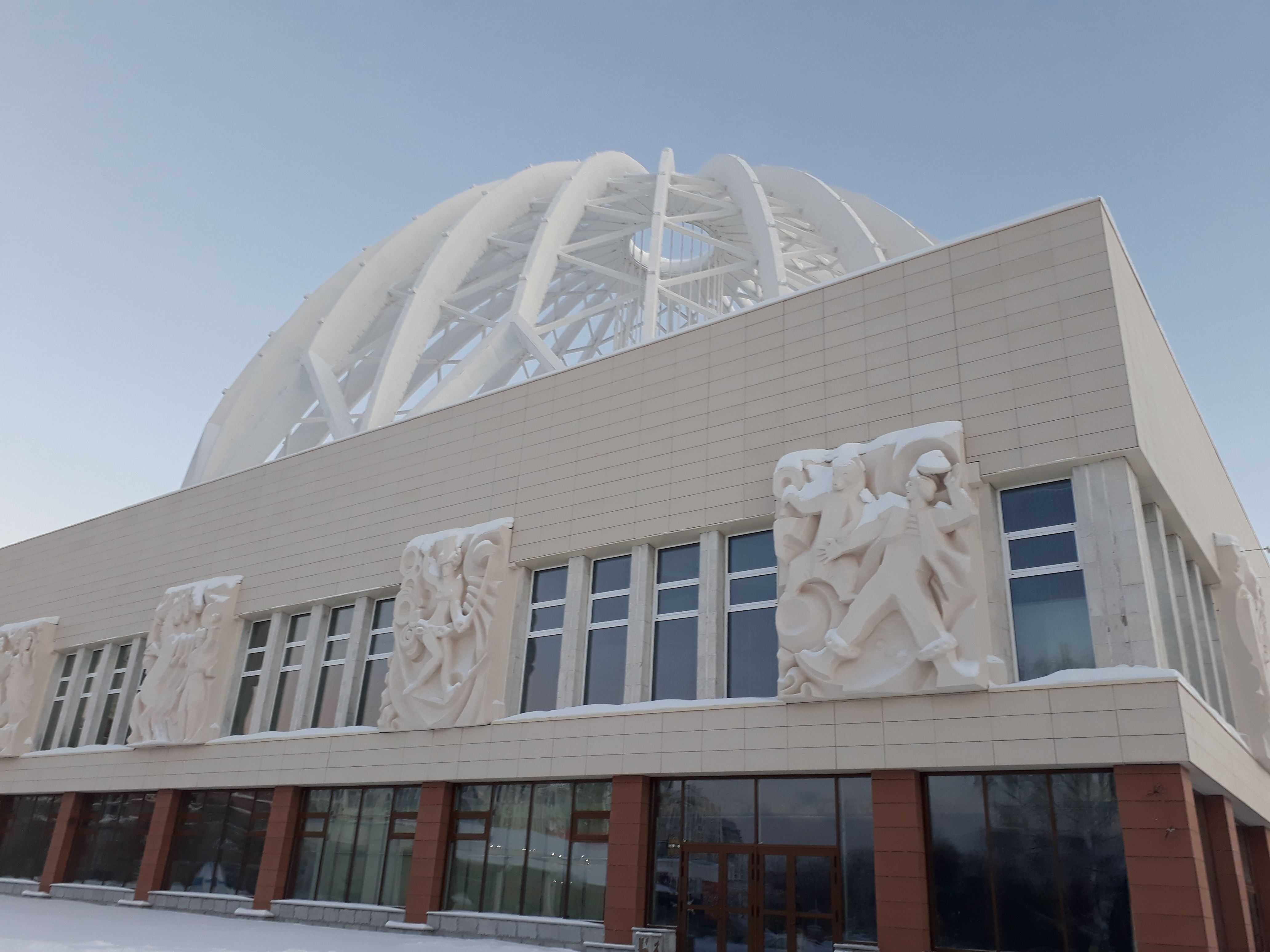
Екатеринбургский цирк

## История
Первый фестиваль мировой клоунады прошёл в 2008 году. Борьбу за право проведения фестиваля Екатеринбург выиграл у Москвы и Парижа.
Местом проведения являлся Екатеринбургский цирк. Ежегодное количество зрителей — порядка 20 тысяч.
На фестивале не было жюри, не объявлялись победители. Каждый фестиваль был посвящён памяти одного из выдающихся цирковых артистов-клоунов, например Юрию Никулину, Леониду Енгибарову. На посвящённый Чарли Чаплину VIII фестиваль прибыл его сын Юджин Энтони Чаплин.
Фестиваль проводился под руководством Александра Калмыкова, в то время директора Росгосцирка, и Анатолия Марчевского — обладателя высшей клоунской награды Монте-Карло. Собраться всем артистам вместе помогал австрийский импресарио Конни Пород, — он отслеживал их творческие графики и формировал состав участников. На фестивале представлены все основные жанры клоунады, в том числе эксцентрики, дрессировщики, мимы, иллюзионисты.

Клоуны — это исчезающая профессия. Из 7 миллиардов людей на земле профессионально занимаются клоунадой всего 200 человек. За 10 лет фестиваля в Екатеринбурге выступили 120 из них.
— Анатолий Марчевский, «Комсомольская правда» 25 ноября 2017
| Номер фестиваля                                  | Год  | Числа проведения | Участники |
| ------------------------------------------------ | ---- | ---------------- | --- |
| I Всемирный фестиваль клоунов в Екатеринбурге    | 2008 | 5—9 апреля       | Дэвид Ларибль (Италия), Дэвид Шайнер (США), Клоуны Монти, братья Таквин, Оливьер Дешаву, Сергей Просвирнин и Сергей Ерошенков, клоун «Бо», клоуны Мик и Мак, Руслан Марчевский и Антон Франке, акробаты-эксцентрики «Бравые пожарные».      |
| II Всемирный фестиваль клоунов в Екатеринбурге   | 2009 | 19—22 ноября     | Питер Шаб (США), Хуш-Ма-Хуш (Германия), Скотт и Мюриэль (Нидерланды), «Лос Ривелинос» (Испания), Андрей Дементьев-Корнилов (Россия), Николай Яшуков (Россия), Николай Ермаков (Россия), Александра и Гавриил Седовы (Россия) и др.          |
| III Всемирный фестиваль клоунов в Екатеринбурге  | 2010 | 25—28 ноября     | Комическая группа «Старбагз», акробатический дуэт «Лос Мандукас», комический дуэт «Галина и Сонни Хэйес», клоун Май — Евгений Майхровский, Армен Асирянц, клоун Харри — Игорь Яшников, Анна Опреа, цирковой театр «Але Хоп» (Испания) и др. |
| IV Всемирный фестиваль клоунов в Екатеринбурге   | 2011 | 25—28 ноября     | Роб Торрес, Зементовы, Бон Бон и Тина, Виллер Николоди, Ильдар Мухаметжанов и Руслан Марчевский, Дэвид Вассало, Майоровы и др. |
| V Всемирный фестиваль клоунов в Екатеринбурге    | 2012 | 22—25 ноября     | Хуш-Ма-Хуш (Германия), клоун Генри, клоун Барто, дуэт Ле Россиян (Франция), дуэт Мик и Мак, Виллер Николоди (Швейцария), Даниэль Зафрани (Израиль), Сергей Просвирнин и Сергей Ерошенков (Россия) и др.                                     |
| VI Всемирный фестиваль клоунов в Екатеринбурге   | 2013 | 14—17 ноября     | Белло Нок (США), Франческо (Франция), Пол Марокко и Оле (Испания), Роб Лок (Китай), Лос Ривелинос (Испания), Внуки Лейтенанта Шмидта (Россия), Весёлый Роджер (Россия) и др.                                                                |
| VII Всемирный фестиваль клоунов в Екатеринбурге  | 2014 | 27—30 ноября     | Андрэ Астор и Оскар (Франция), Цезарь Аэдо (Перу), Дэвид Ларибль (Италия), Экивоки, Братья Фурмановы (Белоруссия), клоун Кай (Канада), Фери Ривелинос (Испания), Трио Майданские (Россия), Михаил Котов (Россия) и др.                      |
| VIII Всемирный фестиваль клоунов в Екатеринбурге | 2015 | 26—29 ноября     | Дэвис Вассало (Италия), Валентин Урсе (Румыния), Руло (Мексика), Попеито (Испания), Виллер Николоди (Швейцария), Даниэль Зафрани (Израиль), Борис Никишкин (Россия), Павел Бояринов (Россия)                                                |
| IX Всемирный фестиваль клоунов в Екатеринбурге   | 2016 | 24—27 ноября     | Вик и Фабрини (Бразилия), Генри (Венесуэла), Роб Торрес (США), Бонбон и Тина (Дания-Финляндия), Лесс Россиян (Франция), Джума (Танзания), Борис Оскотский (Россия), Трио «Без Носков» (Россия), Борис Никишкин (Россия)                     |
| X Всемирный фестиваль клоунов в Екатеринбурге    | 2017 | 23—26 ноября     | Белло Нок (США), Алекс и Белла Чер (США), Хуш-Ма-Хуш (Франция), Ривелино (Италия), Барток (Бельгия), Алексей Бобылёв (Германия), Мик и Мак (Россия), Харри (Россия)                                                                         |

В 2018 году Всемирный фестиваль клоунов в Екатеринбурге не состоялся. Сменив руководство, название и формат, фестиваль переехал в Санкт-Петербург.

## Галерея

Участники разных лет
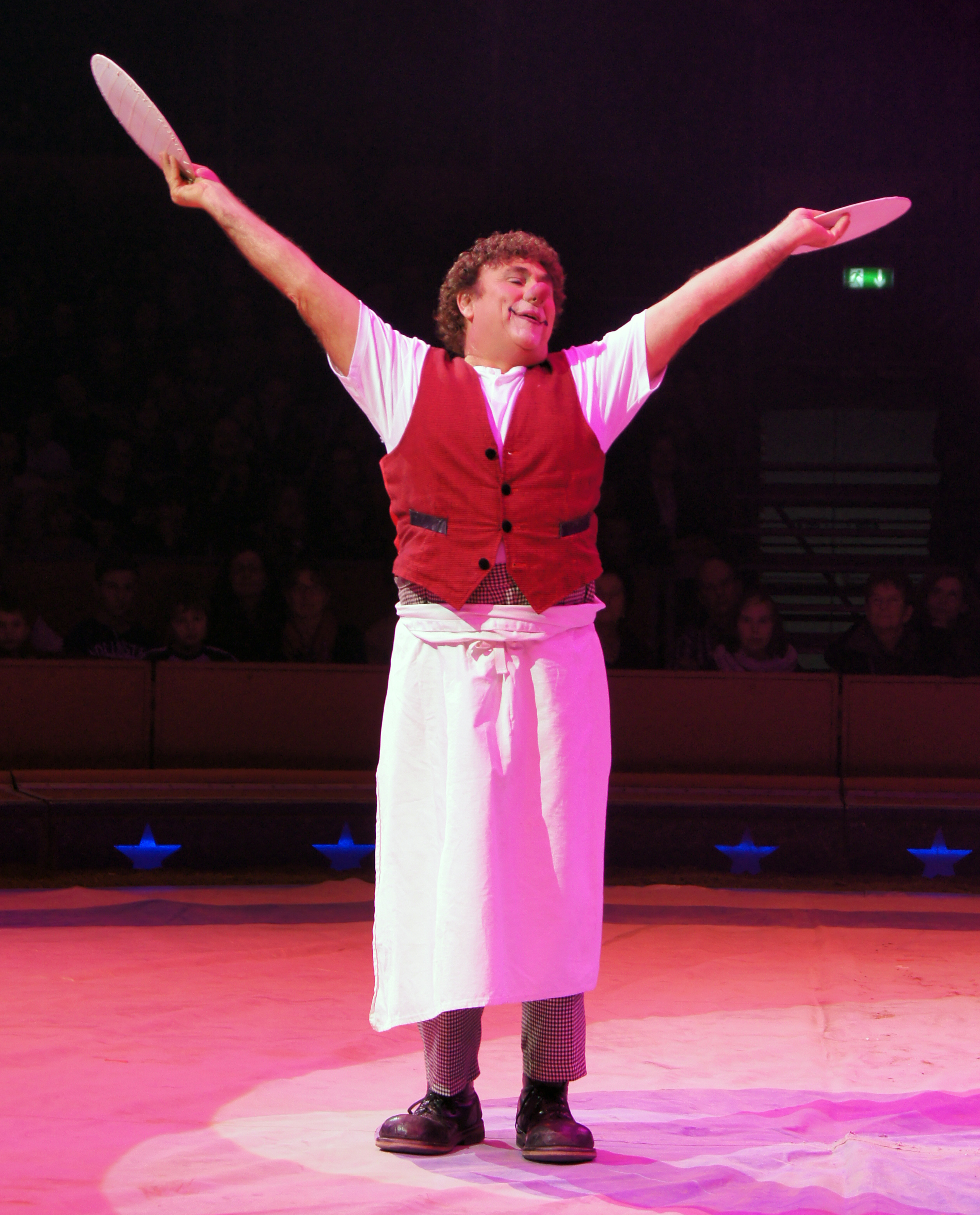
Дэвид Ларибль (Италия)
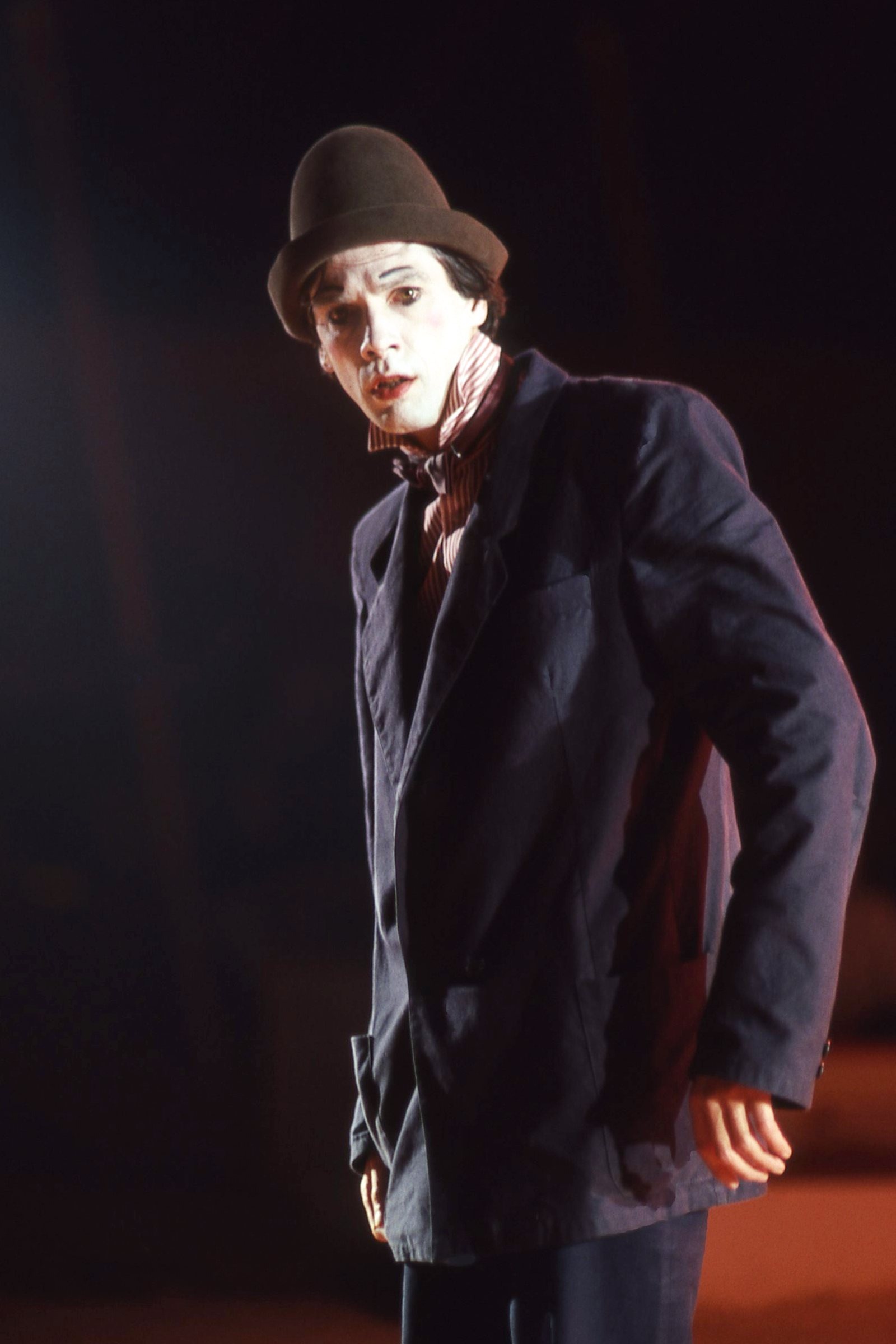
Дэвид Шайнер (США)
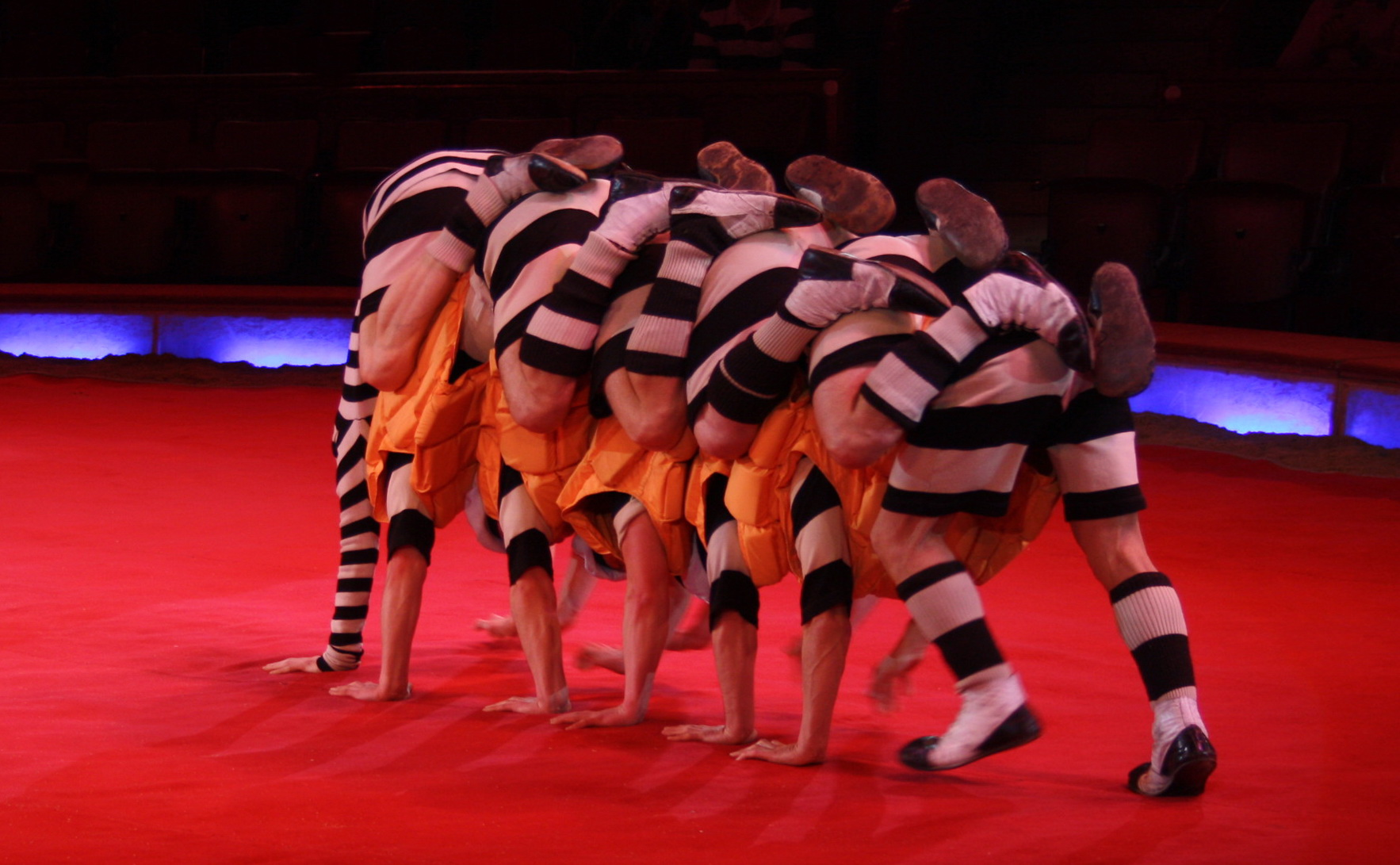
Майоровы (Белоруссия, Россия, Украина)
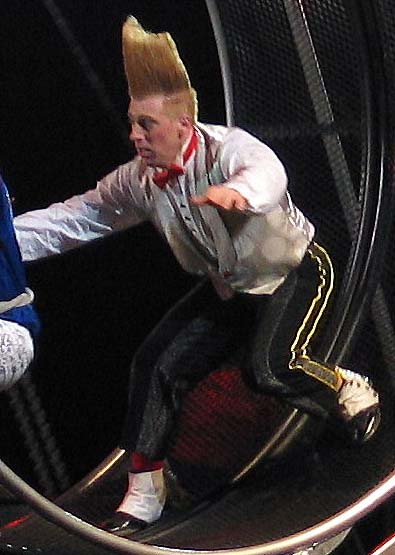
Белло Нок (США)
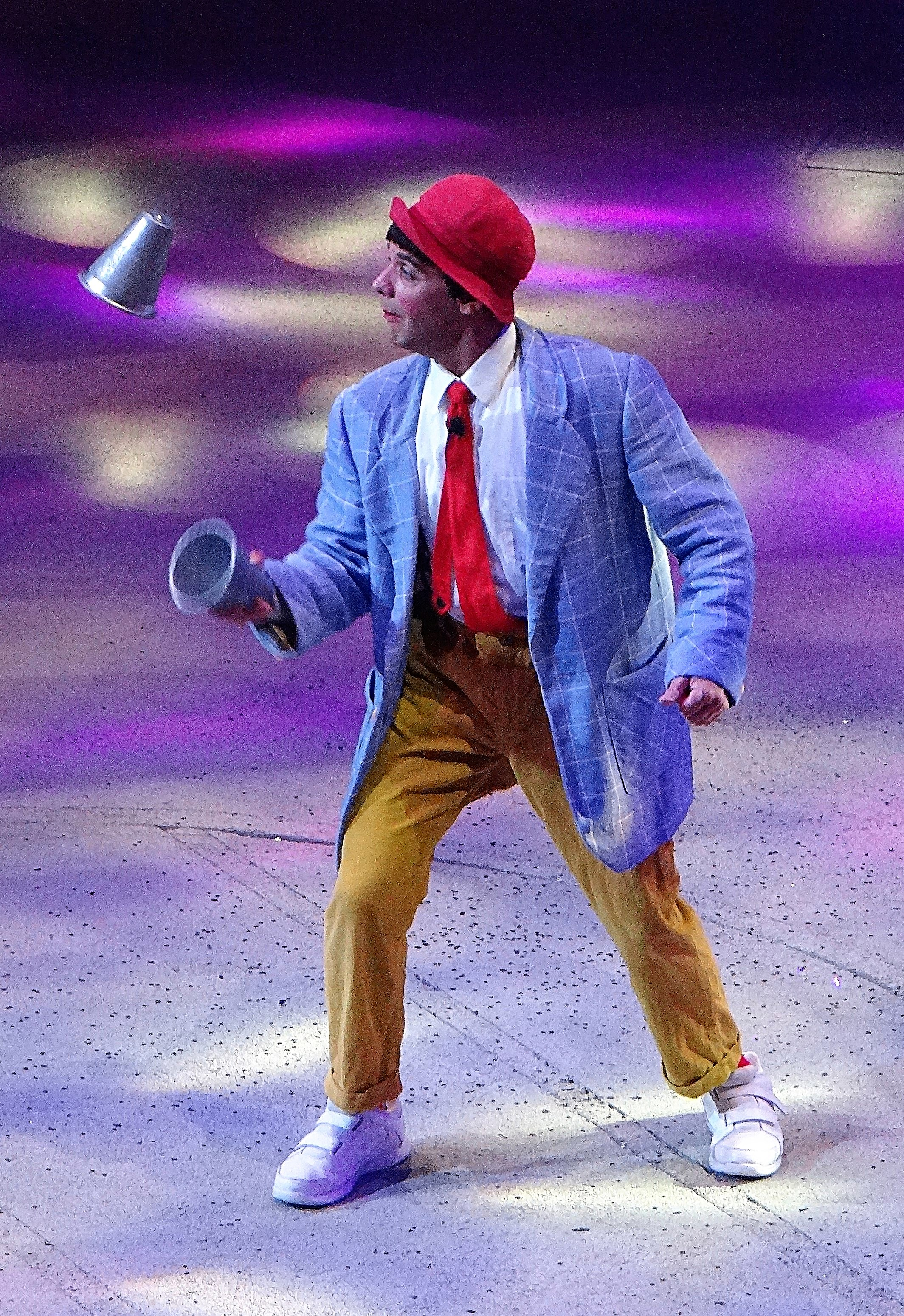
Роб Торрес (США)
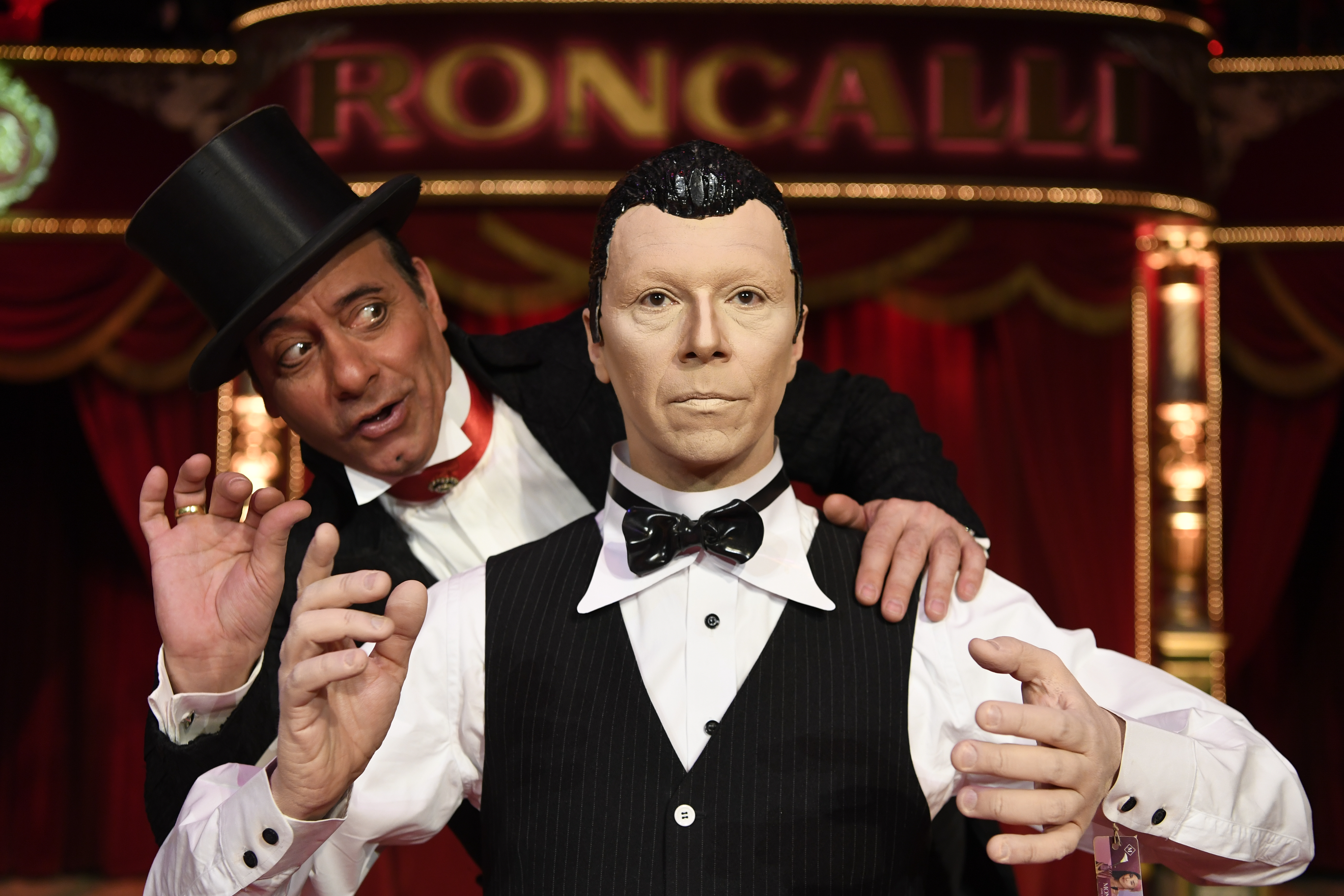
Вик и Фабрини (Бразилия)
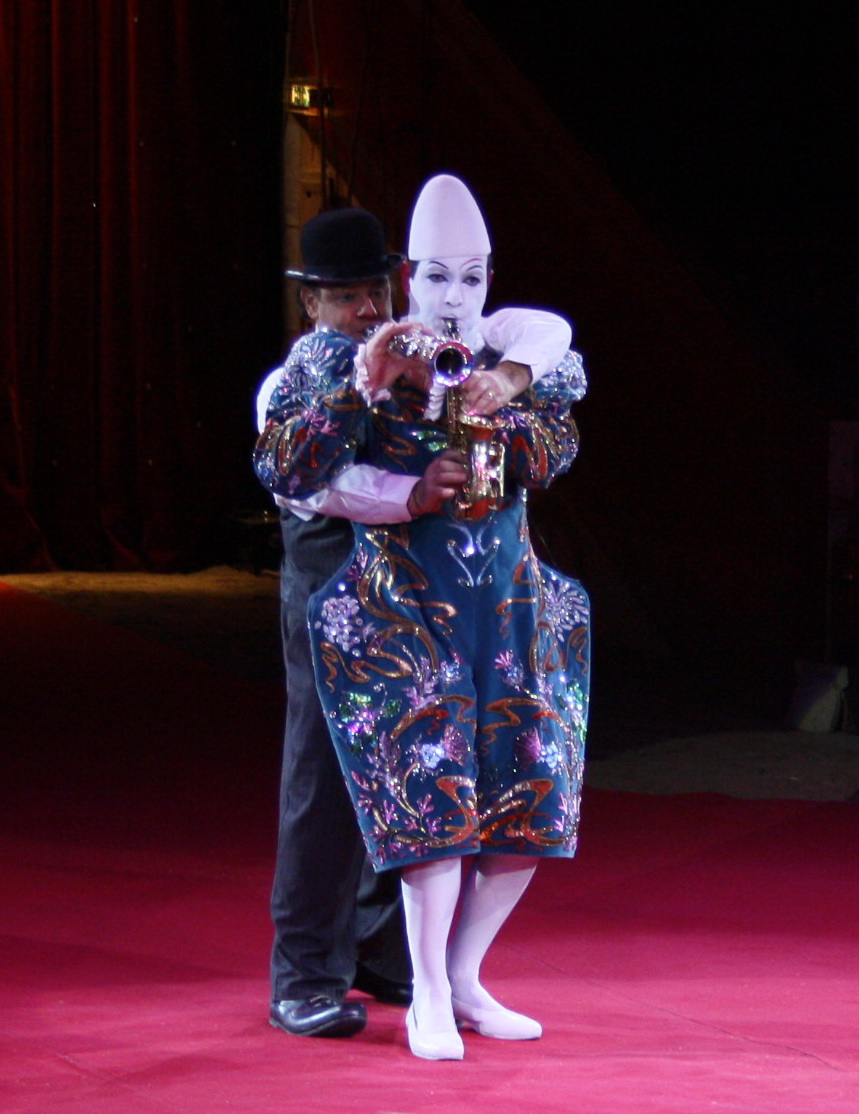
дуэт Ле Россиян (Франция)
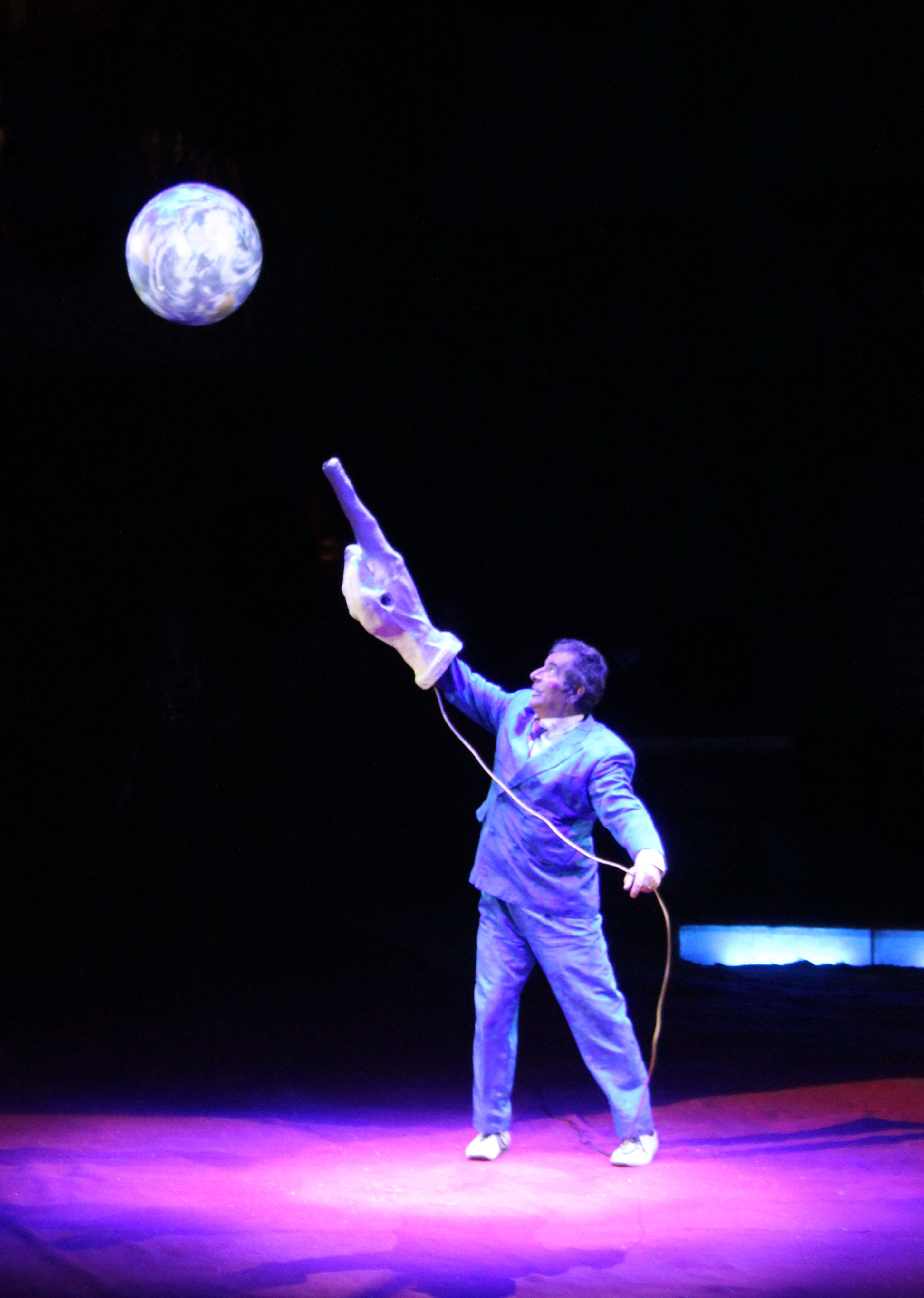
Франческо (Франция)